# Takashi Aizawa
Takashi Aizawa (japanisch 相澤 貴志 Aizawa Takashi; * 5. Januar 1982 in der Präfektur Niigata) ist ein ehemaliger japanischer Fußballspieler.

## Karriere
Aizawa erlernte das Fußballspielen in der Schulmannschaft der Niigata Konan High School. Seinen ersten Vertrag unterschrieb er 2000 bei den Kawasaki Frontale. Der Verein spielte in der höchsten Liga des Landes, der J1 League. Am Ende der Saison 2000 stieg der Verein in die J2 League ab. 2004 wurde er mit dem Verein Meister der J2 League und stieg wieder in die J1 League auf. Für den Verein absolvierte er 50 Ligaspiele. 2008 wurde er an den Zweitligisten Cerezo Osaka ausgeliehen. Für den Verein absolvierte er 26 Ligaspiele. 2009 kehrte er zu Kawasaki Frontale zurück. Für den Verein absolvierte er 40 Erstligaspiele. 2012 wechselte er zum Zweitligisten FC Machida Zelvia. Am Ende der Saison 2012 stieg der Verein in die Japan Football League ab. Für den Verein absolvierte er 40 Ligaspiele. 2014 wechselte er zum Erstligisten Shimizu S-Pulse. Für den Verein absolvierte er fünf Erstligaspiele. 2015 wechselte er zum Zweitligisten Tokushima Vortis. Für den Verein absolvierte er 17 Ligaspiele. Ende 2017 beendete er seine Karriere als Fußballspieler.

## Erfolge
Kawasaki Frontale
- J1 League

Vizemeister: 2006, 2009
- J.League Cup

Finalist: 2000, 2007, 2009